# Battista Malatesta
Battista Malatesta (c. 1384–1448), también conocida como Battista di Montefeltro o Baptista, fue una poetisa italiana del Renacimiento.

## Vida
Baptista Malatesta era hija de Antonio II de Montefeltro, Conde de Urbino, y de Agnesina di Vico; y nieta de Federico II de Montefeltro. El 14 de junio de 1405 contrajo matrimonio con Galeazzo Malatesta, heredero del señorío de Pesaro, con quien tuvo a su hija Isabela. Galeazzo comienza a gobernar en 1429 pero es tan odiado como gobernante, que en 1431 luego de dos años en el poder, es echado de su ciudad. Su esposa encuentra refugio en su antigua casa en Urbino. Durante veinte años ella vive una vida apartada. Al fallecer en 1488 era Hermana de la orden franciscana Santa Clara.

## De studiis et litteris
Baptista era una mujer instruida de la aristocracia que había realizado estudios de filosofía e idiomas, y era una poetisa y oradora. Se escribía con otros eruditos de su época como por ejemplo Leonardo Bruni. La carta de Bruni a Baptista Malatesta de Montefeltro, titulada De studiis et litteris, fue escrita a comienzos del siglo XV (en 1424). En ella Bruni describe un currículum de estudios adecuado para las mujeres, ilustrando la creencia, que habían sostenido los humanistas del Renacimiento, que era "valioso que hombres y mujeres sin distinciones" realizaran estudios clásicos. De studiis et litteris es el primer ejemplo conocido de un diálogo humanista entre géneros sobre la educación de la mujer.
Battista saludó al Emperador Segismundo a su paso por Urbino en 1433, con una oración en latín, la cual aún medio siglo después fue considerada digna de quedar registrada en los papeles.